# Johann Christian Jörg

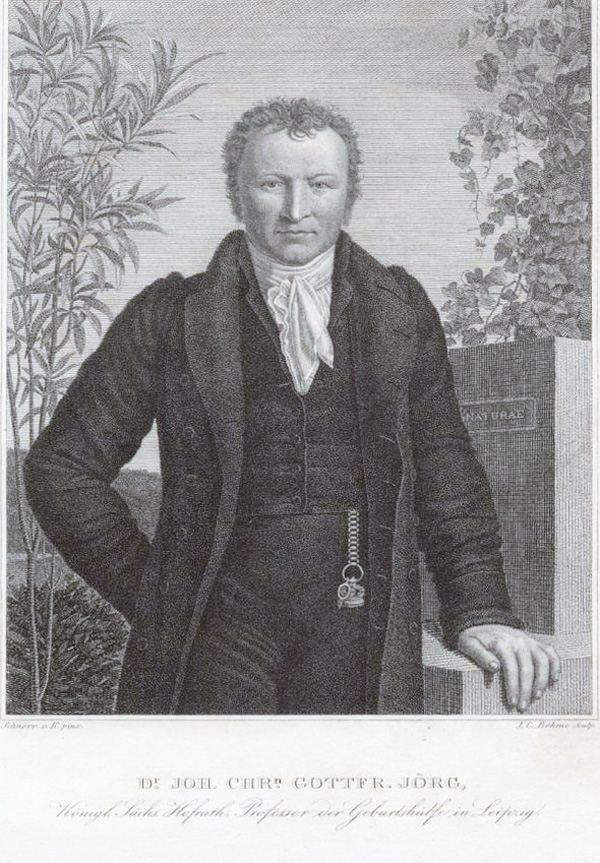
Johann Christian Gottfried Jörg

 Johann Christian Gottfried Jörg (* 24. Dezember 1779 in Predel; † 20. September 1856 in Leipzig) war ein deutscher Geburtshelfer, Gynäkologe und Kinderarzt.

## Leben
Johann Christian Jörg studierte an der Universität Leipzig und habilitierte sich dort 1805 als Privatdozent sowie praktischer Arzt und Geburtshelfer. Später wurde er ordentlicher Professor der Geburtshilfe und erster Direktor des Trierschen Instituts in Leipzig. Er starb dort am 20. September 1856.

## Wirkung
Jörg gehörte zu den namhaftesten Geburtshelfern des 19. Jahrhunderts und machte sich besonders dadurch verdient, dass er die vielfach üblich gewordenen unnützen Eingriffe bei gesundheitsgemäßen Geburten, wie zum Beispiel die mechanische Erweiterung des Muttermundes, zu beseitigen versuchte.
Von ihm ging die von Ferdinand von Ritgen weiter ausgebildete Idee einer neuen Methode des Kaiserschnittes, der sogenannte Bauchscheidenschnitt, aus (1806).
Er war Mitglied der Leipziger Freimaurerloge Minerva zu den drei Palmen.

## Schriften
- Lehrbuch der Hebammenkunst. Leipzig 1814, 3. Auflage 1829 (Digitalisat im Internet Archive), 5. Aufl. 1855.
- Handbuch der Geburtshülfe. Leipzig 1807, 2. Auflage 1820 (Digitalisat im Internet Archive). 3. Aufl. 1833
- Handbuch der Krankheiten des Weibes. Leipzig 1809, 2. Auflage 1821, 3. Auflage 1831 (Digitalisat im Internet Archive).
- Ueber die Verkrümmungen des menschlichen Körpers und eine rationelle und sichere Heilart derselben. Leipzig 1810. (Digitalisat in der Digitalen Bibliothek Mecklenburg-Vorpommern)
- Handbuch zum Erkennen und Heilen der Kinderkrankheiten. Cnobloch, Leipzig 1826 (Digitalisat), 2. Auflage 1836.
- Die Zurechnungsfähigkeit der Schwangern und Gebärenden. Weygand’sche Verlagsbuchhandlung, Leipzig 1837. (Volltext in der Google-Buchsuche)
- Die Erziehung des Menschen zur Selbstbeherrschung so wie zur Führung eines gesunden, langen und weniger kostspieligen Lebens. B. G. Teubner, Leipzig, 3. Auflage 1851 (Digitalisat).